# UFC Fight Night: Bigfoot vs. Mir
UFC Fight Night: Bigfoot vs. Mir（ユーエフシー・ファイトナイト：ビッグフット・バーサス・ミア、別名UFC Fight Night 61）は、アメリカ合衆国の総合格闘技団体「UFC」の大会の一つ。2015年2月22日、ブラジル・リオグランデ・ド・スル州ポルト・アレグレのジナーシオ・ジガンチーニョで開催された。

## 大会概要
本大会ではアントニオ・シウバとフランク・ミアによるヘビー級ワンマッチが組まれた。

## 試合結果

### アーリープレリム
第1試合 ライト級ワンマッチ 5分3R
○  イヴァン・ジョルジ vs.  ジョシュ・ショックリー ×
3R終了 判定3-0（29-28、29-28、29-28）

### プレリミナリーカード
第2試合 バンタム級ワンマッチ 5分3R
○  ダグラス・シウバ・ジ・アンドラージ vs.  コーディ・ギブソン ×
3R終了 判定3-0（29-28、30-27、29-28）
第3試合 フェザー級ワンマッチ 5分3R
○  マイク・デ・ラ・トーレ vs.  チアゴ・トラトール ×
1R 2:59 KO（左フック→パウンド）
第4試合 ウェルター級ワンマッチ 5分3R
○  マット・ドワイヤー vs.  ウィリアム・マカリオ ×
1R 3:14 KO（右スーパーマンパンチ）
第5試合 女子バンタム級ワンマッチ 5分3R
○  マリオン・レノー vs.  ジェシカ・アンドラージ ×
1R 1:54 三角絞め

### メインカード
第6試合 ウェルター級ワンマッチ 5分3R
○  サンチアゴ・ポンジニッビオ vs.  ショーン・ストリックランド ×
3R終了 判定3-0（30-27、30-27、30-27）
第7試合 バンタム級ワンマッチ 5分3R
○  フランキー・サエンズ vs.  ユーリ・アルカンタラ ×
3R終了 判定3-0（30-27、30-27、29-28）
第8試合 ライト級ワンマッチ 5分3R
○  アドリアーノ・マルチンス vs.  ルスタム・ハビロフ ×
3R終了 判定2-1（29-28、28-29、29-28）
第9試合 ミドル級ワンマッチ 5分3R
○  サム・アルビー vs.  セザール・フェレイラ ×
1R 3:34 KO（左フック→パウンド）
第10試合 ライト級ワンマッチ 5分3R
○  マイケル・ジョンソン vs.  エジソン・バルボーザ ×
3R終了 判定3-0（29-28、30-27、30-27）
第11試合 ヘビー級ワンマッチ 5分5R
○  フランク・ミア vs.  アントニオ・シウバ ×
1R 1:40 KO（グラウンドの肘打ち）

### 各賞
ファイト・オブ・ザ・ナイト： 該当者なし
パフォーマンス・オブ・ザ・ナイト： フランク・ミア、サム・アルビー、マリオン・レノー、マット・ドワイヤー
各選手にはボーナスとして5万ドルが支給された。

### カード変更
負傷などによるカードの変更は以下の通り。
- ラシャド・エヴァンス vs. グローバー・テイシェイラ → テイシェイラの負傷により中止

- TJ・ウォルドバーガー vs. ヴェンデル・オリヴェイラ → ウォルドバーガーの体調不良により中止